# Magenta Another Sky
「Magenta Another Sky」（マジェンタ・アナザー・スカイ）は、原田ひとみの4枚目のシングル。2012年8月8日にフロンティアワークスから発売された。

## 概要
前作「Scarlet Emblem」から約5ヶ月ぶりのリリースとなる2012年2作目のシングル。表題曲「Magenta Another Sky」は、テレビアニメ『アルカナ・ファミリア -La storia della Arcana Famiglia-』のオープニングテーマに起用された。
ディスクジャケットでは原田が黒いスーツを着ているが、これはアートディレクターの指示で、絶対領域やふくよかな体型を見たいといった願望が反映されている。
公の場での歌唱披露は、2012年5月26日に渋谷WWWで開催された『原田ひとみ1stソロライブ「HITOMI HARADA LIVE 2012 SPRING 〜Scarlet Emblem〜」』で初披露された。
本作の発売を記念したインストアイベントが2012年8月18日、19日、9月9日にそれぞれタワーレコード新宿店、大阪放送芸術学院専門学校、アニメイト新宿店で開催された。

## チャート成績
2012年8月20日付のオリコン週間シングルチャートで47位を獲得。推定売上枚数は2470枚を記録し、前作から682枚増加した。オリコンデイリーチャートでは、8月8日付で35位を獲得した。
2012年8月20日付のBillboard JAPAN Hot Singles Salesで43位、Billboard JAPAN Hot Animationで15位を獲得した。2012年8月18日放送分のCOUNT DOWN TV内のThis Week's TOP 100では51位を獲得した。

## 収録曲
（全作詞：稲葉エミ）
1. Magenta Another Sky  [4:46]
作曲・編曲：yamazo
テレビアニメ『アルカナ・ファミリア -La storia della Arcana Famiglia-』オープニングテーマ
スピード感のあるヘビーな曲で、ヒロインのフェリチータや、彼女と同世代の女の子の気持ちが歌われている[4]。
2. pilgrim 〜運命の光〜 [4:33]
作曲・編曲：小森茂生
R&Bの要素を含んだミディバラード風の曲[1]。CDジャーナルは、「歌手寄りのしっとりとした歌唱で楽しませてくれる。」と評している[5]。
3. Magenta Another Sky（w/o hitomi）
4. pilgrim 〜運命の光〜（w/o hitomi）